# Colimau (Ort)
Colimau ist ein osttimoresischer Ort im Suco Colimau (Verwaltungsamt Bobonaro, Gemeinde Bobonaro). Das Dorf liegt im Westen der Aldeia Atublogo, auf einer Meereshöhe von 1069 m. Durch den Ort führt die Überlandstraße von Maliana nach Atsabe. Südlich liegt an ihr das Dorf Tegoabe, nördlich der Ort Manunia.
Westlich des Ortes Colimau befindet sich eine Grundschule.